# 니클라스 키르켈뢰케
니클라스 베스트 키르켈뢰케(덴마크어: Niclas Vest Kirkeløkke, 1994년 3월 26일~)는 덴마크의 핸드볼 선수로 포지션은 라이트백이다. 현재 핸드볼 분데스리가의 SG 플렌스부르크한데비트와 덴마크 국가대표팀 소속으로 활동하고 있다. 
덴마크 대표팀의 일원으로서 2024년 하계 올림픽과 2023년 세계 선수권 대회에서 우승을 차지했다.